# Владиславув (Турецький повіт)
Владиславув (пол. Władysławów) — село в Польщі, у гміні Владиславув Турецького повіту Великопольського воєводства.
Населення — 1730 осіб (2011).
У 1975-1998 роках село належало до Конінського воєводства.

## Демографія
Демографічна структура станом на 31 березня 2011 року:
|          | Загалом | Допрацездатний вік | Працездатний вік | Постпрацездатний вік |
| -------- | ------- | ------------------ | ---------------- | -------------------- |
| Чоловіки | 868     | 209                | 615              | 44                   |
| Жінки    | 862     | 197                | 543              | 122                  |
| Разом    | 1730    | 406                | 1158             | 166                  |